# 北九州市立八幡西特別支援学校
北九州市立八幡西特別支援学校（きたきゅうしゅうしりつ やはたにしとくべつしえんがっこう」）は、福岡県北九州市八幡西区下上津役四丁目8番2号にある、肢体不自由児のための公立特別支援学校。

## 学部
- 小学部
- 中学部
- 高等部
- 訪問教育

## アクセス
- JR黒崎駅より西鉄バス75番乗車、上津役出張所前下車徒歩約1分
- 西鉄黒崎バスセンターより西鉄バス40・53・急行(直方行き)乗車、下上津役下車徒歩約3分
- JR.九州折尾駅西口より西鉄バス77番乗車、上津役出張所前下車｡

## 沿革
- 1982年（昭和57年）4月1日 - 開校
- 1983年（昭和58年）7月15日 - プール完成
- 1985年（昭和60年）4月1日 - 新日鉄八幡製鉄所病院に病院内学級を設置
- 1990年（平成2年）10月22日 - 天皇・皇后の行幸啓がある
- 1991年（平成3年）3月31日 - 校舎増築
- 2007年（平成19年）4月1日 - 特別支援教育の実施により、北九州市立八幡西特別支援学校と改称